# Ward Christensen
Ward Christensen (West Bend, 23 de outubro de 1945 – Rolling Meadows, 11 de outubro de 2024) foi um cientista da computação estadunidense. Foi co-fundador da CBBS, o primeiro bulletin board system (BBS) online. 
Recebeu o EFF Pioneer Award de 1993.

## Carreira

### CBBS
Christensen, junto com o colaborador Randy Suess, do Chicago Area Computer Hobbyists 'Exchange (CACHE), iniciou o desenvolvimento durante uma nevasca em Chicago, Illinois, e estabeleceu oficialmente a CBBS quatro semanas depois, em 16 de fevereiro de 1978. Os membros do CACHE frequentemente compartilhavam programas e há muito discutiam alguma forma de transferência de arquivos, e os dois usaram o tempo de inatividade durante a nevasca para implementá-la.

### Outra carreira
Em 1968, Christensen foi contratado pela IBM como engenheiro de sistemas no escritório de vendas.  Christensen trabalharia para a IBM até sua aposentadoria em 2012.  Seu último cargo na IBM foi como especialista em vendas técnicas de campo.
Christensen era conhecido por construir ferramentas de software para suas necessidades. Ele escreveu um sistema operacional baseado em antes que disquetes e discos rígidos fossem comuns. Quando ele perdeu o controle do código-fonte de alguns programas, ele escreveu o ReSource, um desmontador iterativo para o Intel 8080, para ajudá-lo a regenerar o código-fonte. Em 1977, ele escreveu o XMODEM, um protocolo para enviar arquivos de computador por linhas telefônicas.
Jerry Pournelle escreveu em 1983 sobre uma coleção de software de domínio público CP/M que "provavelmente 50 por cento dos programas realmente bons foram escritos por Ward Christensen, um benfeitor público".
Em maio de 2005, Christensen e Suess foram apresentados em BBS: The Documentary.
 

Christensen ensinou técnicas de soldagem, até sua morte, por meio da Build-a-Blinkie, uma organização sem fins lucrativos que organiza eventos de "aprender a soldar" na área dos Grandes Lagos.